# Resinoscypha
Resinoscypha is een geslacht van schimmels behorend tot de familie Hyaloscyphaceae. De typesoort is Resinoscypha variepilosa.

## Soorten
Volgens Index Fungorum telt het geslacht twee soorten (peildatum maart 2022):
| Soortnaam                | Auteur(s)                                            | Publicatiejaar |
| ------------------------ | ---------------------------------------------------- | -------------- |
| Resinoscypha monoseptata | (R. Galán & Raitv.) T. Kosonen, Huhtinen & K. Hansen | 2020           |
| Resinoscypha variepilosa | (R. Galán & Raitv.) T. Kosonen, Huhtinen & K. Hansen | 2020           |